# シャムバラ
シャムバラ (Śambara) またはシャンバラまたはサンバラとは、インド神話に登場するアスラ族の名。同名のものが3人いる。うち2人はアスラ王である。

## アスラの王

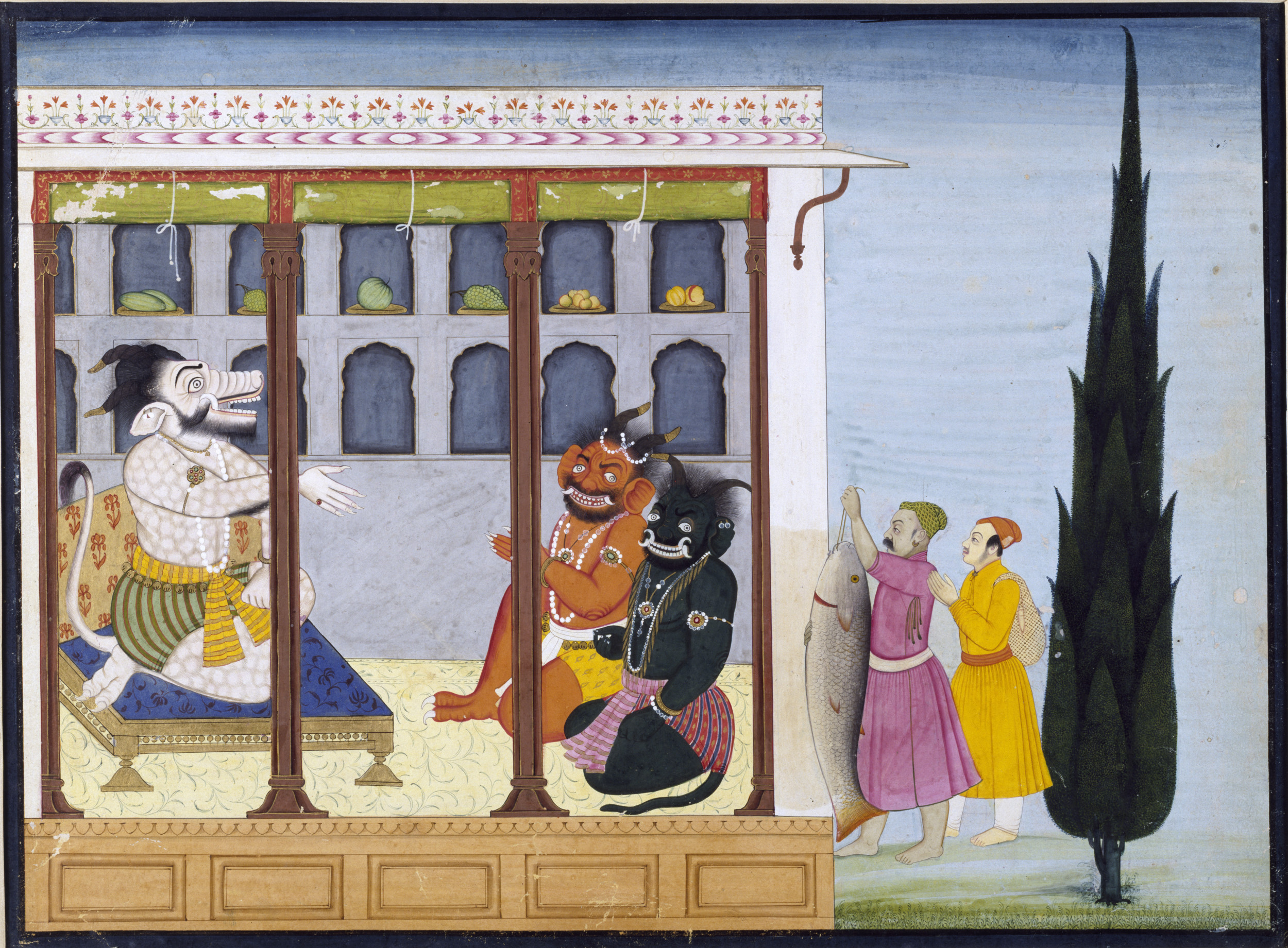
アスラの王シャムバラ（左）

シャムバラは、強大な力を持ったアスラの王であった。「リグ・ヴェーダ」においては100の都市を支配し、それらの都市にはそれぞれアシュヴァマイー、アーヤシー、シャタブジーなどの要塞があったという（「リグ・ヴェーダ」1・8）が、最後はシヴァに殺された。

## サンバラ（アスラ王）
中村元は、
と記述している。

## ヒラニヤークシャの子
シャムバラは、ヒラニヤークシャの子としてアスラ神族のダイティヤ族に産まれた。兄弟にシャクニ、ドヴィムールダー、シャンク、アーリアがいた。シャムバラは魔法を自在に操る力を持っていたが、クリシュナの子プラディーユムナ (Pradyumna) に殺された。